# Kasper Bøgelund
Kasper Bøgelund Nielsen (Odense, 8 ottobre 1980) è un ex calciatore danese, di ruolo difensore.

## Carriera

### Club

#### PSV Eindhoven
Iniziò a giocare nelle giovanili dell'Odense Boldklub e nel marzo del 1997 firmò il suo primo contratto da professionista con il PSV con il quale esordì in Eredivisie il 18 marzo 2000 nella vittoria casalinga per 6-0 ai danni del De Graafschap subentrando al 65'al posto di Joonas Kolkka. Riuscì ad entrare stabilmente in prima squadra soltanto due anni tuttavia nell'autunno del 2004, a seguito di un infortunio venne rimpiazzato da André Ooijer.
In sei stagioni al PSV disputò più di 100 incontri vincendo quattro campionati, una coppa d'Olanda e quattro supercoppe.

#### Borussia Mönchengladbach e Aalborg
Il 1° luglio 2005 si trasferì al Borussia M'gladbach per un milione di euro, con i puledri disputò tre stagioni, di cui due in massima serie, ma trovando poco spazio decise di trasferirsi all'Aalborg nell'estate del 2008  con cui concluse la carriera nel 2013.

### Nazionale
Con la Nazionale danese prese parte al campionato del mondo 2002 e all'europeo del 2004.

## Statistiche

### Presenze e reti nei club
| Stagione                   | Squadra                    | Campionato                 | Campionato | Campionato | Coppe nazionali | Coppe nazionali | Coppe nazionali | Coppe continentali | Coppe continentali | Coppe continentali | Altre coppe | Altre coppe | Altre coppe | Totale | Totale |
| Stagione                   | Squadra                    | Comp                       | Pres       | Reti       | Comp            | Pres            | Reti            | Comp               | Pres               | Reti               | Comp        | Pres        | Reti        | Pres   | Reti   |
| -------------------------- | -------------------------- | -------------------------- | ---------- | ---------- | --------------- | --------------- | --------------- | ------------------ | ------------------ | ------------------ | ----------- | ----------- | ----------- | ------ | ------ |
| 1999-2000                  | PSV                        | ED                         | 3          | 0          | CO              | 0               | 0               | UCL                | 0                  | 0                  | -           | -           | -           | 3      | 0      |
| 2000-2001                  | PSV                        | ED                         | 2          | 0          | CO              | 0               | 0               | UCL+CU             | 0                  | 0                  | SO          | 0           | 0           | 2      | 0      |
| 2001-2002                  | PSV                        | ED                         | 24         | 0          | CO              | 3               | 0               | UCL+CU             | 1+6                | 0                  | SO          | 0           | 0           | 34     | 0      |
| 2002-2003                  | PSV                        | ED                         | 20         | 0          | CO              | 1               | 0               | UCL                | 6                  | 0                  | CO          | 1           | 0           | 28     | 0      |
| 2003-2004                  | PSV                        | ED                         | 15         | 0          | CO              | 1               | 0               | UCL+CU             | 2+4                | 0                  | CO          | 1           | 0           | 23     | 0      |
| 2004-2005                  | PSV                        | ED                         | 14         | 0          | CO              | 1               | 0               | UCL                | 2                  | 0                  | -           | -           | -           | 17     | 0      |
| Totale PSV Eindhoven       | Totale PSV Eindhoven       | Totale PSV Eindhoven       | 78         | 0          |                 | 6               | 0               |                    | 21                 | 0                  |             | 2           | 0           | 107    | 0      |
| 2005-2006                  | Borussia M'Gladbach        | BL                         | 16         | 2          | CG              | 2               | 0               | -                  | -                  | -                  | -           | -           | -           | 18     | 2      |
| 2006-2007                  | Borussia M'Gladbach        | BL                         | 21         | 0          | CG              | 1               | 0               | -                  | -                  | -                  | -           | -           | -           | 22     | 0      |
| 2007-2008                  | Borussia M'Gladbach        | 2L                         | 7          | 0          | CG              | 1               | 0               | -                  | -                  | -                  | -           | -           | -           | 8      | 0      |
| Totale Borussia M'Gladbach | Totale Borussia M'Gladbach | Totale Borussia M'Gladbach | 44         | 2          |                 | 4               | 0               |                    | -                  | -                  |             | -           | -           | 48     | 2      |
| 2008-2009                  | Aalborg                    | SL                         | 23         | 0          | CD              | 5               | 0               | UCL                | 9                  | 0                  | -           | -           | -           | 37     | 0      |
| 2009-2010                  | Aalborg                    | SL                         | 29         | 0          | CD              | 2               | 1               | UEL                | 2                  | 0                  | -           | -           | -           | 32     | 1      |
| 2010-2011                  | Aalborg                    | SL                         | 15         | 1          | CD              | 2               | 0               | -                  | -                  | -                  | -           | -           | -           | 17     | 1      |
| 2011-2012                  | Aalborg                    | SL                         | 6          | 0          | CD              | 1               | 0               | -                  | -                  | -                  | -           | -           | -           | 7      | 0      |
| 2012-2013                  | Aalborg                    | SL                         | 4          | 0          | CD              | 0               | 0               | -                  | -                  | -                  | -           | -           | -           | 4      | 0      |
| Totale Aalborg             | Totale Aalborg             | Totale Aalborg             | 77         | 1          |                 | 10              | 1               |                    | 11                 | 0                  |             | -           | -           | 92     | 2      |
| Totale carriera            | Totale carriera            | Totale carriera            | 198        | 3          |                 | 20              | 1               |                    | 21                 | 0                  |             | -           | -           | 239    | 3      |

### Cronologia presenze e reti in Nazionale
| Cronologia completa delle presenze e delle reti in nazionale ― Danimarca | Cronologia completa delle presenze e delle reti in nazionale ― Danimarca | Cronologia completa delle presenze e delle reti in nazionale ― Danimarca | Cronologia completa delle presenze e delle reti in nazionale ― Danimarca | Cronologia completa delle presenze e delle reti in nazionale ― Danimarca | Cronologia completa delle presenze e delle reti in nazionale ― Danimarca | Cronologia completa delle presenze e delle reti in nazionale ― Danimarca | Cronologia completa delle presenze e delle reti in nazionale ― Danimarca |
| Data                                                                     | Città                                                                    | In casa                                                                  | Risultato                                                                | Ospiti                                                                   | Competizione                                                             | Reti                                                                     | Note                                                                     |
| ------------------------------------------------------------------------ | ------------------------------------------------------------------------ | ------------------------------------------------------------------------ | ------------------------------------------------------------------------ | ------------------------------------------------------------------------ | ------------------------------------------------------------------------ | ------------------------------------------------------------------------ | ------------------------------------------------------------------------ |
| 13-2-2002                                                                | Riyad                                                                    | Arabia Saudita                                                           | 0 – 1                                                                    | Danimarca                                                                | Amichevole                                                               | -                                                                        |                                                                          |
| 17-4-2002                                                                | Copenaghen                                                               | Danimarca                                                                | 3 – 1                                                                    | Israele                                                                  | Amichevole                                                               | -                                                                        |                                                                          |
| 11-6-2002                                                                | Incheon                                                                  | Danimarca                                                                | 2 – 0                                                                    | Francia                                                                  | Mondiali 2002 - 1º turno                                                 | -                                                                        | 7’                                                                       |
| 15-6-2002                                                                | Niigata                                                                  | Danimarca                                                                | 0 – 3                                                                    | Inghilterra                                                              | Mondiali 2002 - Ottavi di finale                                         | -                                                                        | 75’                                                                      |
| 21-8-2002                                                                | Glasgow                                                                  | Scozia                                                                   | 0 – 1                                                                    | Danimarca                                                                | Amichevole                                                               | -                                                                        | 46’                                                                      |
| 12-10-2002                                                               | Copenaghen                                                               | Danimarca                                                                | 2 – 0                                                                    | Lussemburgo                                                              | Qual. Euro 2004                                                          | -                                                                        |                                                                          |
| 11-6-2003                                                                | Lussemburgo                                                              | Lussemburgo                                                              | 0 – 2                                                                    | Danimarca                                                                | Qual. Euro 2004                                                          | -                                                                        |                                                                          |
| 20-8-2003                                                                | Copenaghen                                                               | Danimarca                                                                | 1 – 1                                                                    | Finlandia                                                                | Amichevole                                                               | -                                                                        | 46’                                                                      |
| 30-5-2004                                                                | Tallinn                                                                  | Estonia                                                                  | 2 – 2                                                                    | Danimarca                                                                | Amichevole                                                               | -                                                                        | 72’                                                                      |
| 5-6-2004                                                                 | Copenaghen                                                               | Danimarca                                                                | 1 – 2                                                                    | Croazia                                                                  | Amichevole                                                               | -                                                                        | 88’                                                                      |
| 22-6-2004                                                                | Porto                                                                    | Danimarca                                                                | 2 – 2                                                                    | Svezia                                                                   | Euro 2004 - 1º turno                                                     | -                                                                        | 46’                                                                      |
| 27-6-2004                                                                | Porto                                                                    | Danimarca                                                                | 0 – 3                                                                    | Rep. Ceca                                                                | Euro 2004 - Quarti di finale                                             | -                                                                        | 56’                                                                      |
| 18-8-2004                                                                | Poznań                                                                   | Polonia                                                                  | 1 – 5                                                                    | Danimarca                                                                | Amichevole                                                               | -                                                                        | 80’                                                                      |
| 4-9-2004                                                                 | Copenaghen                                                               | Danimarca                                                                | 1 – 1                                                                    | Ucraina                                                                  | Qual. Mondiali 2006                                                      | -                                                                        | 44’                                                                      |
| 22-8-2007                                                                | Århus                                                                    | Danimarca                                                                | 0 – 4                                                                    | Irlanda                                                                  | Amichevole                                                               | -                                                                        | 46’                                                                      |
| 11-10-2008                                                               | Copenaghen                                                               | Danimarca                                                                | 3 – 0                                                                    | Malta                                                                    | Qual. Mondiali 2010                                                      | -                                                                        |                                                                          |
| 19-11-2008                                                               | Copenaghen                                                               | Danimarca                                                                | 0 – 1                                                                    | Galles                                                                   | Amichevole                                                               | -                                                                        | 46’                                                                      |
| Totale                                                                   |                                                                          | Presenze                                                                 | 17                                                                       |                                                                          | Reti                                                                     | 0                                                                        |                                                                          |

## Palmarès

### Club

#### Competizioni nazionali
- Campionato olandese: 4

PSV: 1999-2000, 2000-2001, 2002-2003, 2004-2005
- Coppa dei Paesi Bassi: 1

PSV: 2004-2005
- Supercoppa dei Paesi Bassi: 4

PSV: 1998, 2000, 2001, 2003
- Campionato tedesco di seconda divisione: 1

Borussia Mönchengladbach: 2007-2008